# SS기병여단
SS기병여단(독일어: SS-Kavallerie-Brigade)은 무장친위대의 여단이다. 폴란드 총독부에서 근무했으며, 이후 소련의 독일군 점령 지역에서 파르티잔 토벌 및 유대인 학살에 참여했다. 1942년 여단은 해산되었고 제8SS기병사단 플로리안 가이어의 간부단이 되었다.

## 역대 여단장
- 헤르만 페겔라인 SS연대지도자 1941년 8월 5일 – 1942년 3월 2일
- 구스타프 롬바르트 SS여단지도자 1942년 3월 ?일 ~ 1942년 4월 ?일
- 헤르만 페겔라인 SS집단지도자 1942년 4월 ?일 ~ 1942년 8월 ?일
- 빌헬름 비트리히 SS상급집단지도자 1942년 8월 ?일 ~ 1942년 9월 사단 승격